# Адресна шина
Адресната шина е компютърна шина използвана от процесора и устройствата с възможност за директен достъп до паметта. През нея се осъществява прехвърлянето на физическите адреси на паметта, от които има нужда дадено устройство.
Ширината на адресната шина определя колко памет може да бъде адресирана. Например 16 битова адресна шина може да адресира 216 = 65 536 адреса в паметта, 32 битовата 232 = 4,294,967,296 адреса.